# Det store togrøveri
Det store togrøveri er en amerikansk stumfilm fra 1903 af Edwin S. Porter.